# The Trooper
Singles de Iron Maiden
Flight of Icarus
(1983) 2 Minutes to Midnight
(1984)
Singles de Iron Maiden
The Number of the Beast
(2005) The Reincarnation of Benjamin Breeg
(2006)
The Trooper est un morceau du groupe de heavy metal britannique Iron Maiden, extrait de leur album Piece of Mind, paru en 1983. Il est paru en 45 tours le 20 juin 1983 et a atteint la douzième place des classements britanniques.

## Inspirations et description du morceau

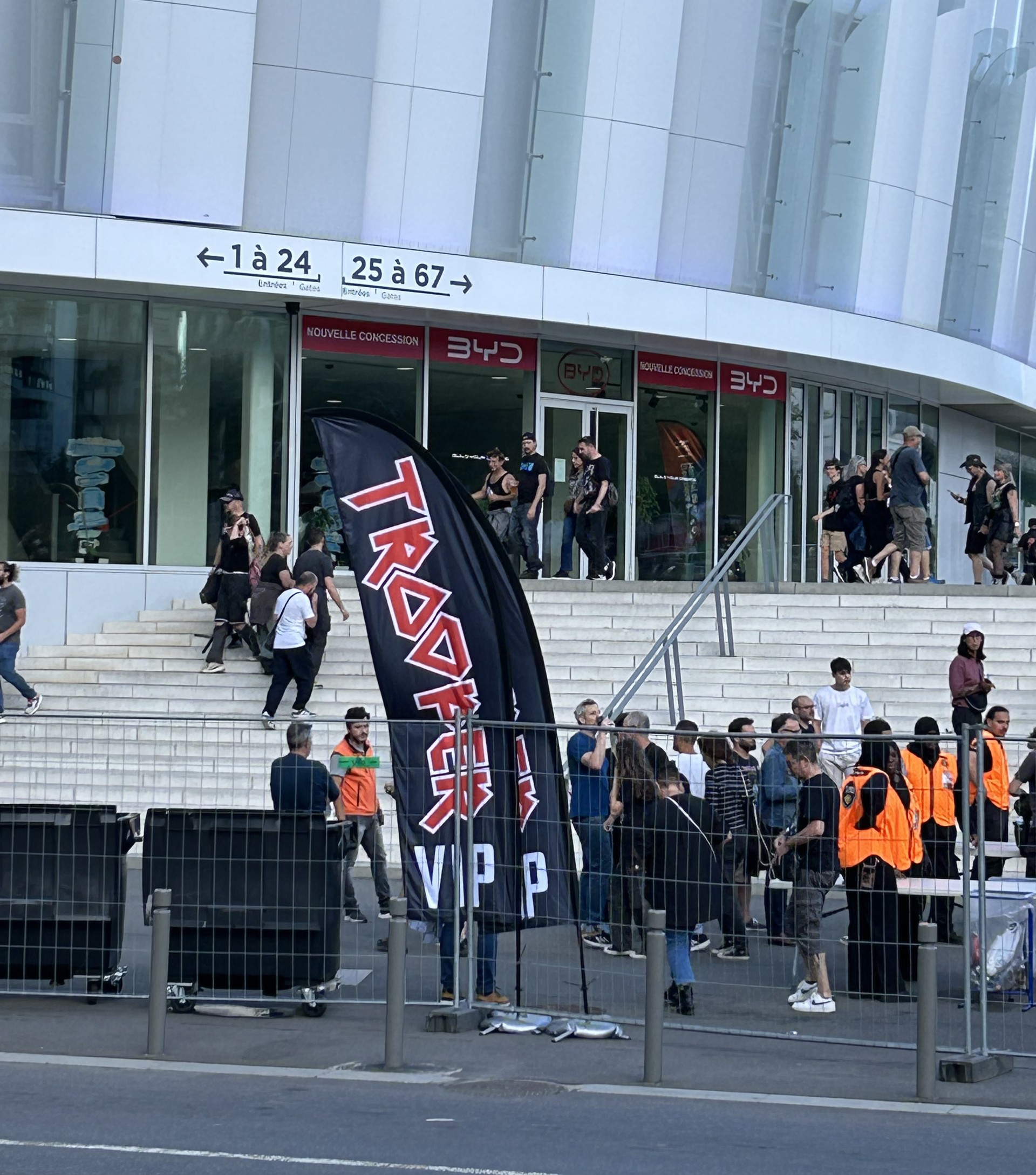
L'esthétique de The Trooper à l'entrée d'un concert du groupe en 2025.

Le morceau est inspiré du poème de Lord Alfred Tennyson, La Charge de la brigade légère, lui-même inspiré d'un fait historique, à savoir une désastreuse charge de la cavalerie britannique pendant la bataille de Balaklava, en 1854, lors de la guerre de Crimée. Les paroles retranscrivent le point de vue d'un soldat mort au combat et les guitares de l'introduction évoquent le galop des chevaux.
Le chanteur Bruce Dickinson introduit souvent le morceau, l'un des favoris du groupe en concert, par cette citation de Tennyson : « Into the valley of death rode the six hundred. Cannon to right of them, cannon to left of them, volleyed and thundered, 'The Trooper.' »
La face B du 45 tours est occupée par une reprise de Cross-Eyed Mary, un titre du groupe Jethro Tull composé par Ian Anderson et paru sur l'album Aqualung en 1971.
Le clip du morceau contient des images du film La Charge de la brigade légère de Michael Curtiz sorti en 1936, mêlées à des images du groupe jouant le morceau sur scène.

## Réédition 2005
Premier extrait de l'album Death on the Road, The Trooper est  sorti le 15 août 2005 et s'est classé n°5 des charts britanniques. C'est le 16e single d'Iron Maiden classé dans le Top 10, record pour un groupe de heavy metal.
Le single est disponible sous trois formes:
- 45 T vinyl bleu

The Trooper (Live 2003) 

C/w Another Life (Live 2005)
- 33 T Picture Disc

The Trooper (Live 2003) 

The Trooper (version originale) 

C/w Murders in the Rue Morgue
- Enhanced Maxi CD

Audio Tracks 

The Trooper (Live 2003) 

The Trooper (original version) 

Prowler (live 2005)
Vidéos 

The Trooper (Live 2003) 

The Trooper (original promo)
The Trooper est extrait du CD Death On The Road. Les autres chansons live viennent d'un enregistrement du 7 juin 2005 au Reykjavik Egishorllin Stadium en Islande.